# Urophyllum panayense
Urophyllum panayense är en måreväxtart som beskrevs av Elmer Drew Merrill. Urophyllum panayense ingår i släktet Urophyllum och familjen måreväxter. Inga underarter finns listade i Catalogue of Life.